# MIK
Grønlændertruppen MIK (eller blot MIK) var en sang- og dansegruppe fra Grønland, der blev skabt i 1961 af daværende programsekretær i DR, Knud Wissum. Gruppens medlemmer blev rekrutteret blandt unge studerende i København og talte adskillige senere nøglepersoner inden for grønlandsk politik og samfundsliv: Jonathan Motzfeldt, Otto Steenholdt, Jens Peter Rosing og Sofie Heinrich.
Gruppen havde en beskeden start med 8 medlemmer samt en violinist. I løbet af 4 år blev gruppen udvidet til 24 samt Henry Hansens spillemandskvartet.
MIK fik status af Grønlands Radios kor i København og blev landskendt gennem radio, tv og grammofonplader. Gruppen betragtedes som gode ambassadører for rigsfællesskabet og rejste med støtte fra tre ministerier til mange europæiske lande samt Grønland og USA.
I 1964 optrådte MIK på Danmarks Dag under Verdensudstillingen i New York, samt ved afsløringen af H. C. Andersen-statuen i Central Park i samarbejde med Preben Uglebjerg, Helle Virkner og Jens Otto Krag.
| Musikgruppe | Spire Denne artikel om en musikgruppe er en spire som bør udbygges. Du er velkommen til at hjælpe Wikipedia ved at udvide den. |